# Жикишу де Сус (Клуж)
Жикишу де Сус (рум. Jichișu de Sus) насеље је у Румунији у округу Клуж у општини Жикишу Де Жос. Oпштина се налази на надморској висини од 474 m.

## Становништво
Према подацима из 2002. године у насељу је живело 258 становника, од којих су сви румунске националности.